# Wojciech Iwański
Wojciech Iwański (ur. 5 lutego 1951 w Warszawie) – polski reżyser i producent telewizyjny, wcześniej reżyser i scenarzysta filmów dokumentalnych.

## Życiorys
Karierę rozpoczynał w Telewizji Polskiej jako reżyser filmów dokumentalnych, do których tworzył scenariusze. Zadebiutował filmem Sfera irracjonalna (1984). W kolejnych latach nakręcił dokumenty: Obojętność (1984), Mądrość (1984), Człowieczeństwo (1984), Ręczna robota (1986), Najważniejszy jest człowiek (1986), Plener (1987), Jak nie wiesz ludziku (1987), Przestrzeń i czas (1988), Linie w przyrodzie (1988) i Jak podróżować bez map (1988). Ponadto pracował przy redakcji filmu Mr Tański (1987) i serialu dokumentalnego Biała broń (1987) oraz wyreżyserował film Krótkie dzieje szabli (1988). Wyreżyserowany przez niego film dokumentalny Kolor serca o losach dzieci z wrodzonymi wadami serca zainspirował Jerzego Owsiaka do stworzenia Wielkiej Orkiestry Świątecznej Pomocy. W kolejnych latach reżyserował telewizyjne relacje z wybranych edycji Światełka do nieba, corocznej imprezy rozrywkowo-medialnej o charakterze charytatywnym, podczas której podsumowywane są zbiórki organizowane przez WOŚP.
W 2002 pracował przy castingach do programu Polsatu Idol. Od 2002 pracuje w TVN jako reżyser i producent programów telewizyjnych. Wyreżyserował programy: Chwila prawdy (2002–2004), siedem pierwszych edycji Tańca z gwiazdami (2005–2008), Mam talent! (2008–2019, 2021–2023), X Factor (2011–2014) i Hipnoza (2018). W 2004 na zlecenie TVN stworzył format telewizyjny Moja krew. W 2006 wyreżyserował ogólnopolską trasę widowiskową Taniec z gwiazdami w twoim mieście. W 2014 odpowiadał za reżyserię telewizyjnej transmisji z narodowego święta Kataru.
W 2009 otrzymał Wiktora dla najlepszego twórcy programu telewizyjnego, w 2010 był nominowany do tej nagrody dla twórcy najlepszego programu informacyjnego. W 2005 i 2006 reżyserowany przez niego Taniec z gwiazdami został wyróżniony nagrodą za widowisko muzyczno-rozrywkowe z uśmiechem na Festiwalu Dobrego Humoru, a w 2006 otrzymał statuetkę Złotego Dzioba jako wydarzenie roku – najlepszy telewizyjny show ostatnich lat. W 2009 i 2010 reżyserowany przez niego Mam talent! otrzymał Telekamerę w kategorii program rozrywkowy, a w kolejnych latach był czterokrotnie nominowany do nagrody w tej kategorii.